# Чойр
Чойр (монг. Чойр) — город в Монголии. Административный центр аймака Говь-Сумбэр и сомона Сумбэр. Это самый малый по населению аймачный центр Монголии.

## География
Расположен в восточной части Монголии в 212 километрах к юго-востоку от столицы страны — Улан-Батора. Чойр находится на северной границе полупустыни и степи, в равнинной местности на высоте 1269 метров над уровнем моря. Высота крупнейших гор в нескольких километрах к западу и востоку не превышает 1700 метров. Самые крупные из них — Их-Сансар-Обо (1682м), Оцол-Ула (1695) и Мунх (1229м). В окрестностях города, в том числе и в городской черте, лежит множество небольших бессточных местами заболоченных озёр.

## Транспорт
Через город с северо-запада на юго-восток проходит линия Трансмонгольской железной дороги, связывающая Улан-Батор с Москвой и Пекином. На городском железнодорожном вокзале поезда останавливаются на 15 минут. Также через город проходит несколько автомобильных дорог, связывающих Чойр с соседними посёлками: Дархан (в 87 километрах к северо-востоку), Ундэр-Шил (в 125 километрах к юго-западу), Даланджаргалан (в 80 километрах к юго-востоку), Маньт (в 115 километрах к северо-западу) и другими. Все дороги не имеют покрытия, только от Улан-Батора до Чойра (247 км) и далее через Сайншанд (226 км) и далее до китайской границы (еще 212 км) до Дзамын-Уд, параллельно железной дороге проложено асфальтированное шоссе.

## Население
По данным на конец 2006 года население города составляло 7998 человек. За последние 40 лет численность населения города увеличилась почти вдвое, в 1979 году в Чойре проживало всего 4500 человек, а в 2000 году — 8983 человека

## Достопримечательности и инфраструктура
В городе расположены 3 средние школы и 4 детских сада. Из достопримечательностей: памятник Жугдэрдэмидийну Гуррагча — первому космонавту страны и Министру обороны Монголии с 2000 по 2004 годы, минеральные источники к северу и к западу от города. Кроме того, в Чойре находится тюрьма на 460 человек.
В 24 километрах от Чойра находится заброшенный с 1992 года советский военный аэродром «Чойр», а в самом городе — бывший военный городок. С 1971 года на аэродроме базировались советские самолёты МиГ-21 и МиГ-23. Взлётно-посадочная полоса аэродрома считается самой длинной во всей стране. Другой военный аэродром находился в 115 километра к северу в посёлке Маньт. Оба они были подчинены находившемуся в Чойре штабу. Часть домов бывшего военного городка были впоследствии заселены местными жителями. В память о советских войсках остался памятник советским воинам и полуразрушенный стадион, на котором теперь находится учебный автодром.

## Экономика
С 1994 года в Чойре существует промышленная зона. В окрестностях города добывается нефть, олово и различные минералы.

## Галерея Изображений
- Памятник 15-летию Улан-Баторской железной дороги (УБЖД), установлен в 1965 году, вид со стороны здания вокзала.